# 黃澄 (天順進士)
黃澄（1436年—？），字之，直隸鳳陽府鳳陽縣人，明朝政治人物。進士出身。

## 生平
應天府鄉試第一百十五名。天順八年（1464年）甲申科會試第二百四十名，殿試登進士第三甲第七十九名。

## 家族
曾祖黃茂祥。祖父黃貴壽。父亲黃紳。